# Janum Kjøt
Der Janum Kjøt (auch Egebjerg) in der Jammerbugt Kommune zwischen Bonderup und Tranum im Han Herred, auf der Insel Vendsyssel-Thy ist einer der größten Findlinge in Jütland in Dänemark. Er wurde während der letzten Eiszeit aus Norwegen hierher verbracht.
Der Stein besteht aus Gneis und Granit. Er ist fast 7,0 Meter lang, 4,0 Meter breit und hat eine maximale Höhe von 3,5 Meter. Das Gewicht wird auf 200 bis 250 Tonnen geschätzt.
Bei genauem Hinsehen sieht man auf dem Janum Kjøt Abdrücke von Flechten (Stereocaulon evolutum), wie sie in Norwegen und Schweden auf Felsen vorkommen, aber nur an wenigen Orten in Dänemark.